# ユークリッド位相
にユークリッド計量によって誘起される自然位相幾何学である。
数学、特に一般的な位相幾何学において、ユークリッド位相（ユークリッドいそう、Euclidean topology）は{\displaystyle n}-次元ユークリッド空間 {\displaystyle \mathbb {R} ^{n}}上で定義されるユークリッド距離から誘導される自然な位相である。

## 定義
{\displaystyle \mathbb {R} ^{n}}上のユークリッドノルムは非負の値を取る関数 {\displaystyle \|\cdot \|:\mathbb {R} ^{n}\to \mathbb {R} } で以下のように定義される:{\displaystyle \left\|\left(p_{1},\ldots ,p_{n}\right)\right\|~:=~{\sqrt {p_{1}^{2}+\cdots +p_{n}^{2}}}.}他のノルム同様、 ユークリッドノルムから距離が{\displaystyle d(p,q)=\|p-q\|}で定義される距離空間が生成される。ユークリッドノルムから生成される距離 {\displaystyle d:\mathbb {R} ^{n}\times \mathbb {R} ^{n}\to \mathbb {R} }はユークリッド距離と呼ばれる。そして二点{\displaystyle p=\left(p_{1},\ldots ,p_{n}\right)}と{\displaystyle q=\left(q_{1},\ldots ,q_{n}\right)}は:{\displaystyle d(p,q)~=~\|p-q\|~=~{\sqrt {\left(p_{1}-q_{1}\right)^{2}+\left(p_{2}-q_{2}\right)^{2}+\cdots +\left(p_{i}-q_{i}\right)^{2}+\cdots +\left(p_{n}-q_{n}\right)^{2}}}.}任意の距離空間において、開球がその空間上の位相の基底を形成する。 {\displaystyle \mathbb {R} ^{n}}上のユークリッド位相はこれらの球から生成される。
すなわち、{\displaystyle \mathbb {R} ^{n}}上のユークリッド位相の開集合は(任意の)開球{\displaystyle B_{r}(p)}の和集合で与えられる。ここで{\displaystyle B_{r}(p)}は、{\displaystyle B_{r}(p):=\left\{x\in \mathbb {R} ^{n}:d(p,x)<r\right\}(0<r\in \mathbb {R} ,p\in \mathbb {R} ^{n})}
({\displaystyle d}はユークリッド距離)で定義される。

## 性質
この位相が与えられたとき、 実数直線{\displaystyle \mathbb {R} }はT5 空間である。 {\displaystyle {\overline {A}}\cap B=A\cap {\overline {B}}=\varnothing }を満たす{\displaystyle \mathbb {R} }の部分集合{\displaystyle A},{\displaystyle B}が与えられたとき(ここで{\displaystyle {\overline {A}}}は{\displaystyle A}の閉包)、開集合{\displaystyle S_{A}},{\displaystyle S_{B}}が存在して、{\displaystyle A\subseteq S_{A}},{\displaystyle B\subseteq S_{B}},{\displaystyle S_{A}\cap S_{B}=\varnothing }となる。